# 神奈川県立鎌倉高等学校
神奈川県立鎌倉高等学校（かながわけんりつかまくらこうとうがっこう）は、神奈川県鎌倉市にある県立高等学校。通称は「鎌高（かまこう）」、「県鎌（けんかま）」。
在校生、卒業生からは「鎌高」と称され、鎌高という文字は校章にもなっている。学区外などの部外者からは私立鎌倉学園高等学校（鎌学（かまがく））と区別するために「県鎌」と称される。県教育委員会から「学力向上進学重点校エントリー校」に指定されている。
本校の敷地内には藤沢支援学校鎌倉分教室が併設されている。

## 沿革
（沿革節の主要な出典は公式サイト）
- 1928年（昭和3年）
  - 3月31日 - 昭和天皇即位記念事業として、鎌倉町立鎌倉実科高等女学校（4年制）として創立する[3]。
  - 4月1日 - 鎌倉郡立鎌倉尋常高等小学校に併設して開校する[3]。
- 1930年（昭和5年）5月5日 - 校歌（作詞：佐佐木信綱、作曲：成田為三）を制定する[3]。
- 1933年（昭和8年） - 鎌倉郡立御成尋常高等小学校用地に併設する[3]。
- 1937年（昭和12年）5月 - ヘレン・ケラーが来校し、講堂で講演する[3]。
- 1939年（昭和14年）11月3日 - 市制に伴い鎌倉市立鎌倉実科高等女学校（4年制）へ改称する[3]。
- 1943年（昭和19年）4月1日 - 中等学校令により鎌倉市立高等女学校（4年制）へ改称する[3][4]。
- 1948年（昭和23年）4月15日 - 学校教育法により鎌倉市立鎌倉高等学校（男女共学・3年制）として開校[3]。
- 1949年（昭和24年）12月 - 独立した校地として、十二所前山公園、大塔宮裏、七里ヶ浜日坂（現在地）が候補地となり、日坂が選ばれる[3]。
- 1950年（昭和25年）- 学区制発足し、第13学区（鎌倉湘南学区）に属する[3]。
- 1951年（昭和26年）2月 - 鎌倉市が、鎌倉市大字津字日坂488-1にある箱根土地所有の56,690 m2の用地を買収する[3]。
  - 3月 - 県移管により神奈川県立鎌倉高等学校（現在の名称）となる[3]。
  - 11月 - 校舎が完成[3]。
- 1952年（昭和27年）2月 - 現在地に移転する[3]。
- 1954年（昭和29年）10月 - プールが完成する[3]。
- 1955年（昭和30年）
  - 5月 - 校歌（作詞：神保光太郎、作曲：石渡日出夫）を制定する[3]。
  - 6月 - 庭球コート2面が完成する[3]。
  - 9月 - 第10回国民体育大会予選のため、プールスタンドが完成する[3]。
- 1957年（昭和32年）10月 - 体育館兼講堂が完成する[3]。
- 1960年（昭和35年）
  - 4月 - 図書館（平屋木造）が完成する[3]。
  - 7月 - 新テニスコート2面が高台に完成する[3]。
- 1961年（昭和36年）5月 - 木造から鉄筋校舎への建て替えが始まる。現B号棟半棟が完成する[3]。
- 1964年（昭和39年）8月 - 現C号棟増築（鉄筋3階普通教室6）が完成する[3]。
- 1966年（昭和41年）3月 - 格技場（鉄骨平屋）が完成する[3]。
- 1970年（昭和45年）2月 - 現B、D号棟（鉄筋4階、普通教室15、特別教室、視聴覚室等）が完成する[3]。
- 1971年（昭和46年）
  - 3月 - 現A号棟（鉄筋3階、管理棟、特別教室等）が完成する[3]。
  - 9月 - 文化祭の名称を鎌高祭とし、第1回鎌高祭を開催する[3]。
- 1975年（昭和50年）12月 - 現E号棟（鉄筋4階、普通教室12、特別教室等）完成[3]。
- 1976年（昭和51年）4月 - 翌年3月まで神奈川県立七里ガ浜高等学校がC号棟を使用する[3]。
- 1979年（昭和54年）12月 - 新体育館兼講堂が完成する[3]。
- 1981年（昭和56年）- 学区改編。鎌倉藤沢学区に属す（茅ヶ崎地区が学区から外れる）[3]。
- 1984年（昭和59年）- サッカー部が第62回全国高等学校サッカー選手権大会に神奈川県代表として出場。サッカー部4名が神奈川県代表に選ばれ、国体全国優勝。
- 1990年（平成2年）9月 - アソルトン高校（w:Atholton High School： アメリカ合衆国メリーランド州）と姉妹校提携する[3]。
- 1991年（平成3年）3月 - 特別教棟完成[3]。
- 2000年（平成12年）- 二期制始まる[3]。
- 2005年（平成17年）- 学区制廃止[3]。
- 2007年（平成19年）- 県教育委員会から「学力向上進学重点校」に選出される[3]。
- 2008年（平成20年）- 創立80周年記念式典挙行。菊地信義（卒業生）装幀による記念誌発行。卒業生芸術家による記念展、チャリティーコンサートを開催。
- 2018年（平成30年）- 県教育委員会から「学力向上進学重点校エントリー校」に指定される（同年度から3年間）。

## 授業内容
授業は基本的に1時限=65分で行われている。ただし、2022年現在新型コロナウイルス感染症の流行により、江ノ電の車内での七里ガ浜高校の生徒との接触を避けるため始業時間を通常より遅くする日があり、その場合は1時限＝60分で行われる。
2007年（平成19年）度新入生からカリキュラムが変更になった。主な変更点は従来は2年次より文系・理系に分かれていたのを3年次のみにする事である。国公立受験対応型として導入された。2年まで共通科目を履修させる事で基礎力を向上させようとしている。2.3年生の数学は習熟度別授業である。英語は通常の2倍の単位で行われている。

## 交通

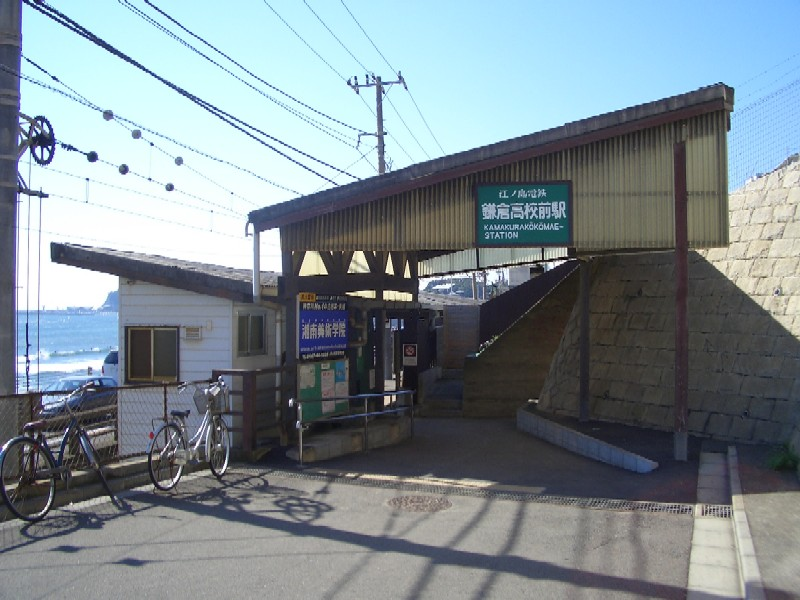
鎌倉高校前駅（2004年10月17日撮影）

- 江ノ島電鉄線鎌倉高校前駅 徒歩5分

## 入学試験
2012年度入試までは前期選抜と後期選抜に分けて実施していたが、入学者選抜制度の改定により、2013年度入試から一本化された。それに伴い、英語・数学で実施されていた「独自問題」の実施も終了した。近年、特色検査が行われるようになった。

## 施設
校舎はA棟、B棟、C棟、D棟、E棟、特別教棟の計6棟ある。また、増改築が繰り返されたため複雑な構造である。昇降口から5分かかる教室もある。敷地は希望ヶ丘高校に次ぐ県2位の広さである。
E棟の耐震工事が実施されていたため、本来E棟の教室を使用する1年生および藤沢養護学校鎌倉分教室の生徒は校庭のプレハブ校舎を使用していた。
校内から江の島、相模湾、晴れた日には富士山を一望できる。
- 特別教棟（国際理解ホール・図書室など）
- プール（水泳の授業は無いため水泳部が使用する）
- 各種コート（ハンドボール・テニス・弓道場）
- 鎌家（「かまホーム」・売店）
- トレーニングルーム
- 作法室
- 図書室
- 体育館

## 部活動
生徒の加入率も高く、活発に活動している。21の運動部、7つの文化部、3つの同好会が活動している。
神奈川県内の公立高校としては比較的珍しく、アメリカンフットボール部、スキー山岳部がある。ただし、ラグビー部がない。
1980年代はサッカー部全盛時代で、インターハイ優勝チームに選手を送り出し、Jリーガーも輩出している。
2008年度には運動部の加入率が高く活動が活発なことから、かながわ部活ドリーム大賞のかながわ部活チャレンジ賞に選ばれる。

### 運動部
- 体操部
- サッカー部
- 野球部
- 弓道部
- アメリカンフットボール部
- バドミントン部
- 陸上競技部
- ダンス部
- 剣道部
- 卓球部
- 水泳部
- ソフトボール部
- スキー山岳部
- 男子バレーボール部
- 女子バレーボール部
- 男子テニス部
- 女子テニス部
- 男子ハンドボール
- 女子ハンドボール部
- 男子バスケットボール部
- 女子バスケットボール部

### 文化部
- 吹奏楽部
- 室内楽部
- 軽音部
- 合唱部
- 茶道部
- 美術部
- 放送部 (KBS)

### 同好会
- 科学研究会
- 英語研究会

## 行事
かつては文化祭と体育祭（通称・鎌高祭）が開催されていた。1962年（昭和37年）以降は隔年開催となり、西暦で、奇数年は文化祭、偶数年は体育祭であった。また、合唱コンクールや学期末球技大会（通称・キマスポ）などの行事も行われている。
2017年度より、生徒の学力向上を目指すため、体育祭が廃止。約50年の伝統に幕を閉じた。これまで毎年9月に行われていたが、6月に文化祭を開催するようになる。2016年12月22日、修了式の日、この大きな決定を当時の在校生らは、体育館が補修工事中だったため各教室で放送で聞いた。それまで生徒らはその決定を誰も聞いておらず、教師らの独断だった。当時の在校生らは教師に掛け合ったり署名運動などを試みたものの、決定が覆ることはなかった。
体育祭廃止により代替行事として、前期末と後期末に行われる年2回の期末スポーツ大会（通称・キマスポ）のうち、前期末のキマスポを体育的行事としてカマスポ（鎌倉高校スポーツ大会）に変更した。
文化祭では、一週間前から午後の授業が準備に充てられる。午前中も短縮50分の4時限となる。また、2日前からは一日中準備が行われる。3年生は劇をやる事が慣例となっている。最終日の夕方より非公開の後夜祭が開かれる。当日は、生徒の殆んどは仮装をして出席している。学校行事ではあるが、運営はすべて生徒によってされる。

## 姉妹校など
アメリカ合衆国メリーランド州のアソルトン高校と姉妹校関係にあり相互で学校に訪問し交流を行っている。
また、アメリカ海軍第7艦隊横須賀海軍施設のキニック高校との交流もある。これらは、「国際理解教育」の一環として行われている。

## 著名な出身者

### 政治・行政
- 大石尚子（参議院議員）
- 福島伸享（衆議院議員）

### 経済・経営
- 池田純（ディー・エヌ・エー執行役員、横浜DeNAベイスターズ初代球団社長）
- 内田進（インターリスク総研社長、三井住友海上きらめき生命保険社長、元三井住友海上火災保険専務取締役）
- 定保英弥（帝国ホテル代表取締役社長、日本ホテル協会会長）
- 島村琢哉（AGC代表取締役社長）
- 田口誠（浦和レッドダイヤモンズ代表取締役社長）
- 西島剛志（横河電機代表取締役社長、日本電気計測器工業会会長、電子情報技術産業協会副会長）

### 文芸・芸術
- 梅津美葉（ヴァイオリニスト）
- 菊地信義（装幀家）
- 佐川一政（小説家）
- 杉原邦生（演出家・舞台美術家）
- 関出（日本画家、東京藝術大学名誉教授）
- 西田司（建築家）
- 中西隆浩（イラストレーター）
- 中村孝則（コラムニスト）
- 毛利悠子（現代美術家）

### 研究
- 一戸猛志（医学者・東京大学准教授）
- 小宮文人（法学者・元専修大学教授）
- 鈴木茂雄（地理学者・駒澤大学准教授）

### 音楽・芸能・アナウンサー
- 赤木圭一郎（俳優）
- 一龍斎春水（声優・講談師）
- 希峰かなた（女優、宝塚歌劇団）
- 鈴木保奈美（女優）
- TARO SOUL（ヒップホップ・ミュージシャン）
- 筑間はこべ（タレント、モデル）
- 濱田典子（フリーアナウンサー、元フジテレビアナウンサー）
- 松井紀美江（女優）
- 宮治淳一（音楽評論家）
- 森聖二（ロス・プリモス二代目リーダー。元メインボーカル）
- 青木珠菜（元女優）

### スポーツ
- 大滝麻未（女子サッカー選手）
- 神川明彦（グルージャ盛岡監督）
- 公文裕明（元サッカー選手）
- 清水謙（アメリカンフットボール選手）
- 堀孝史（浦和レッドダイヤモンズ元監督・サッカー指導者）
- 本吉剛（元サッカー選手）

### その他
- 石橋学（新聞記者）
- 大崎麻子（ジェンダー・開発政策専門家）
- 高橋和（女流棋士）
- 出雲晶子（元プラネタリウム解説員）
- 関根義光
- 松浦晋也（技術ジャーナリスト・ノンフィクション作家）[要出典]
- 西谷格（フリーライター）

## 当校が舞台となっている作品
- 鎌倉ものがたり - 作中の主人公一色正和の出身校という設定になっている。
- SLAM DUNK - 作中に登場する「陵南高校」のモデルである。
- 遙かなる時空の中で3 - 作中の主人公を含めた登場人物の学校のモデル校である。
- Memories Off 2nd、Memories Off 〜それから〜 - 作中に登場する「浜咲学園」のモデルである。
- ホワイトブレス 〜with faint hope〜 - 作中に登場する「茜坂学園」のモデルである。
- 侵略!イカ娘 - 校舎は異なるが、作中に登場する倉鎌高校のモデルである。
- つり球 - 作中に登場する「東腰越高校」のモデルである。
- TARITARI - 作中に登場する「白浜坂高校」のモデルである。
- ピンポン - 作中に登場する「片瀬高校」のモデルである。
- きみの声をとどけたい - 作中にて主人公ら主要人物7人の内の4人が通う「日ノ坂高校」のモデルである。